# Irene Mann
Pour les articles homonymes, voir Mann.
Irene Mann (née le 12 avril 1929 à Königsberg et morte le 19 septembre 1996 à Pfaffenhofen an der Ilm) est une danseuse, chorégraphe et actrice allemande.

## Biographie
Elle reçoit sa formation en danse de Heinz Klee, Madame Rousanne (Rousanne Sarkissian), Olga Preobrajenska et Nora Kiss. Après ses débuts au Theater Oberhausen, elle danse au Staatstheater am Gärtnerplatz de Munich en 1951-1952 puis à Francfort-sur-le-Main de 1952 à 1957.
À Francfort, elle crée des rôles dans les ballets de H. Freund. Elle apparaît au cinéma en tant que danseuse et actrice puis est chorégraphe à partir de 1959. Elle travaille ensuite pour la télévision et chorégraphie de nombreux spectacles dans les années 1960, mais aussi des opérettes et des productions musicales. En tant que chef du ballet de la ZDF, elle joue un rôle important dans la conception visuelle de nombreux programmes de l'époque. Elle est à la fin de sa carrière directrice de ballet du Friedrichstadt-Palast de 1992 à 1995.
Irene Mann épouse l'acteur Berno von Cramm en 1965. Le 1er octobre 1996, elle reçoit l'Ordre du mérite du Land de Berlin à titre posthume.

## Filmographie
En tant qu'actrice
- 1952 : Wir tanzen auf dem Regenbogen
- 1953 : La Dernière valse
- 1955 : Tant qu'il y aura des jolies filles
- 1957 : Call-Girls
- 1957 : Daphnis und Chloe
- 1958 : Un môme sur les bras
- 1960 : Die zornigen jungen Männer
- 1960 : Marina
- 1960 : Schön ist die Liebe am Königssee (de)
- 1961 : … denn das Weib ist schwach
- 1962 : Gasparone (TV)
- 1963 : Unsere tollen Nichten
- 1963 : Glashauskomödie (TV)
- 1963 : Ferien vom Ich (de)
- 1968 : Karussell (TV)
- 1969 : … 7, 8, 9 aus (TV)
- 1975 : Meine Schwester und ich (TV)

En tant que chorégraphe
- 1958 : Pericole (TV)
- 1959 : Alle lieben Peter
- 1959 : Wenn das mein großer Bruder wüßte
- 1959 : Melodie und Rhythmus
- 1960 : Meine Nichte tut das nicht
- 1960 : Marina
- 1961 : Le Rêve de Mademoiselle Tout-le-monde
- 1962 : Gasparone (TV)
- 1962 : Unsere tollen Nichten
- 1963 : Hello World! (TV)
- 1963 : La Maison de Montevideo (de)
- 1963 : Ferien vom Ich (de)
- 1963 : Hochzeit am Neusiedler See
- 1963 : Spaziergänge in Wien (TV)
- 1964 : Tonio Kröger
- 1965 : Vollgas mit Musik (TV)
- 1966 : Das Spukschloß im Salzkammergut
- 1968 : Wenn der weiße Flieder wieder blüht (TV)
- 1969–1973 : Peter-Alexander-Show (de) (émissions de télévision)
- 1970 : Besuch gegen zehn (TV)
- 1970 : Der Bettelstudent (TV)
- 1971 : Piet auf hoher See (TV)
- 1971 : Die Blume von Hawaii (TV)
- 1971 : Ball im Savoy (TV)
- 1973 : Die Welt des Robert Stolz (TV)
- 1977 : Ein Sommernachtsball (TV)
- 1980 : Guten Abend Hollywood (TV)